# Chuck Cooper
Chuck Cooper (Cleveland (Ohio), 8 november 1954), geboren als Charles E. Cooper Jr., is een Amerikaans acteur.

## Biografie
Cooper studeerde aan de Ohio Universiteit in Athens (Ohio). 
Hij maakte in 1983 zijn debuut op Broadway in de musical Amen Corner. In 1997 won hij een Tony Award voor zijn rol in de musical The Life.
Cooper begon in 1984 met acteren voor televisie in de televisieserie Young People's Specials. Hierna speelde hij rollen in televisieseries en films als Malcolm X (1992), North (1994), The Peacemaker (1997), The Hurricane (1999), 100 Centre Street (2001-2002), Find Me Guilty (2006) en Law & Order (1991-2009).
Cooper is sinds 2009 getrouwd en heeft hieruit een dochter.

## Filmografie

### Films
Uitgezonderd korte films.
- 2021 - Vacation Friends - als Larry
- 2019 - The Public's Much Ado About Nothing - als Leonato
- 2018 - A Vigilante - als advocaat
- 2016 - The Karma Club - als dr. Brock
- 2014 - Romeo and Juliet - als Lord Capulet
- 2013 - Chasing Taste - als Noah
- 2013 - Muhammed Ali's Greatest Fight - als Chauncey Eskridge
- 2010 - Boy Wonder – als Bill Baldwin
- 2007 - Noise – als rechter Gibson
- 2007 - American Gangster – als privédokter
- 2007 - Evening – als Ray
- 2007 - Chapter 27 – als taxichauffeur
- 2006 - The Immaculate Misconception – als Butch
- 2006 - A Crime – als Will
- 2006 - Find Me Guilty – als James Washington
- 2004 - Downtown: A Street Tale – als sergeant Williams
- 2002 - Three Days of Rain – als Jim
- 2000 - The Opportunists – als Arnon Morris
- 2000 - Our Song – als Benjamin
- 1999 - The Hurricane – als Earl Martin
- 1999 - Gloria – als beveiliger
- 1997 - The Peacemaker – als politieagent in New York
- 1996 - The Juror – als aandelenhandelaar
- 1995 - Sweet Nothing – als politieagent
- 1994 - North – als scheidsrechter
- 1992 - Malcolm X – als klant
- 1990 - Criminal Justice – als rechter Whitney
- 1989 - Collision Course – als passagier bij dragrace
- 1986 - Action Family – als politieagent

### Televisieseries
Uitgezonderd eenmalige gastrollen.
- 2020 - Little Voice - als Percy - 6 afl.
- 2017-2020 - Power - als Maverick Macedon - 5 afl.
- 2013-2015 - House of Cards - als Barney Hull - 4 afl.
- 2008-2009 - Gossip Girl – als Horace Rogers – 2 afl.
- 2001-2002 - 100 Centre Street – als Charlie – 14 afl.
- 1994 - The Cosby Mysteries – als aanklager – 2 afl.

## Theaterwerk opBroadway
- 2021 - 2022 - Trouble in Mind - als Sheldon Forrester
- 2019 - Choir Boy - als hoofdmeester Marrow
- 2017 - Prince of Broadway - als Van Buren, Ben / Tevye / Larry
- 2016 - The Cherry Orchard - als Simeonov-Pischik / Boris Borisovich
- 2015 - Amazing Grace - als Pakuteh
- 2014 - Act One - als Wally / Charles Gilpin / Max Siegel
- 2013 - Romeo and Juliet - als Lord Capulet
- 2009-2010 - Finian's Rainbow – als Bill Rawkins
- 2005 - Lennon
- 2004 - Caroline, or Change – als de droogkap / de bus
- 1997-1998 - The Life – als Memphis
- 1996-heden - Chicago - als understudy voor: Billy Flynn
- 1996 - Getting Away With Murder – als Dan Gerard
- 1994-1995 - Passion – als understudy voor: luitenant Torasso / luitenant Barri / majoor Rizzolli / soldaat Augenti / vader van Fosca
- 1992-1993 - Someone Who'll Watch Over Me – als Adam
- 1983 - Amen Corner - als broeder Boxer

- Gemeinsame Normdatei: 135211859
- International Standard Name Identifier: 0000 0001 1449 4900
- Library of Congress Control Number: no00078738
- MusicBrainz: f51467cd-524f-4894-b7eb-ec2b79d07553
- Virtual International Authority File: 80034251
- WorldCat: E39PBJqBmj8jyWqRxBDYjcP4v3